# Strofa kasprowiczowska
Strofa kasprowiczowska – zwrotka czterowersowa, składająca się z wersów tonicznych trójakcentowych o schemacie (s)Ss(s)Ss(s)Ss, rymowana abab albo xaxa.
Rzadko na moich wargach –
Niech dziś to warga ma wyzna –
Jawi się krwią przepojony,
Najdroższy wyraz: Ojczyzna.